# Plasmopara viticola
Plasmopara viticola је изазивач болести пламењаче винове лозе.

## Распрострањење
Врста има широко распрострањење. У Европу је интродукована око 1874. године из Америке и врло брзо се проширила на сва њена подручја. У Србији је први пут констатована 1884. године.

## Опис
Хифе Plasmopara viticola су интерцелуларне, а у ћелије домаћина продиру само хаусторије. Мицелија у почетку свог развића, једино користи хранљиве материје из ћелија и не изазива никакве видне промене у њима. Тек разарањем хлорофила долази до појаве провидних масних пега на лишћу. Прво су кружног облика и зеленожуте боје (сличне су масним пегама на хартији). Ширење пега се зауставља већим лисним нервима, услед чега бивају јасно ограничене и подсећају на ћилимске шаре. На наличју листова наспрам ових пега образују се беле навлаке. То су органи за бесполно размножавање гљиве. У тој фази мицелија гљиве брзо се развија услед чега захваћене ћелије брзо изумиру, а делови листа се суше.

## Циклус развића
Спорангиофори су моноподијално разгранати, обично под правим углом. Врхови завршних огранака носе по три израштаја (стеригме), а на свакој по једну зооспорангију. Пошто спорангиофори са зооспорангијама излазе у групама кроз стомине отворе, отуда и појава белих навлака на наличју наспрам масних пега на лицу листова. Зооспорангије у капи воде клијају дајући тако зооспоре са два бича или директно у хифу (зооспорангија у овом случају има улогу конидије). За клијање зооспора или конидија неопхода је вода, као и одговарајућа температура. Крајем вегетације се у ткиву оболелог листа винове лозе, као резултат полног процеса образују ооспоре. Оне имају веома дебео зид, углавном са неравном површином. Представљају органе за презимљавање гљиве. Способне су да издрже релативно ниске температуре. На пролеће клијају и омогућавају примарну заразу. Том приликом образују спорангиофоре са зооспорангијама и циклус се наставља.

## Контрола
Гљива напада све зељасте делове листове, цветове, младаре и плодове до почетка зрења.
Пламењача виноградарској привреди доноси велике штете. Ако се не предузму мере заштите принос винограда може бити смањен и преко 90% од нормалне бербе, а понекад у потпуности. 
Сазнање да је за клијање зооспора и конидија неопходна вода и одговарајућа температура, искоришћено је у заштити винове лозе од паразита, за прогнозирање најповољнијих рокова примене фунгицида (најефикаснија је бордопска чорба).

## Синоними
- Botrytis viticola Berk. & M.A. Curtis, (1848)
- Peronospora viticola (Berk. & M.A. Curtis) de Bary, (1863)
- Plasmopara amurensis Prots., (1946)
- Rhysotheca viticola (Berk. & M.A. Curtis) G.W. Wilson, (1907)